# Worldvision Enterprises
Worldvision Enterprises, Inc. — бывшая американская кинокомпания-дистрибьютор, наиболее известными
фильмами которой являются «Твин Пикс», «Беверли-Хиллз, 90210», «Мелроуз-Плейс», «Любовь и тайны Сансет Бич», «Бегущий человек», «Основной инстинкт» и «Зачарованные».

## История
Worldvision Enterprises, Inc был основан в 1957 году как ABC Films — подразделение американского телеканала ABC.
В 1971 году Федеральная комиссия по связи США (Federal Communication Commission, FCC) запретила теле- и радиосетям дистрибуцию программ собственного производства, в результате чего ABC Films приостановил свою работу.
В 1973 году компания ABC Films отделилась от телеканала и была переименована в Worldvision Enterprises, Inc. Формально она продолжала принадлежать телеканалу, но de facto Worldvision Enterprises была независимой кинокомпанией. Логотипом её стал «Глобус W» с подписью под ним:
WORLDVISION
ENTERPRISES INC.
Годом спустя, на Worldvision Enterprises, Inc. в суд подала благотворительная христианская миссионерская организация World Vision International, ссылаясь на то, что Worldvision Enterprises, Inc. использовала их название. В результате суд вынес решение в логотипе кинокомпании указать, что Worldvision и World Vision никак между собой не связаны. Так появились две строчки:
Not affiliated with World Vision International
a religious and charitable organisation
(Не связана с религиозной и благотворительной организацией World Vision International).
В 1979 году дистрибьютор Worldvision Enterprises был продан радиовещательной корпорации Taft Broadcasting, в результате чего на логотипе под названием появилась надпись «A Taft Broadcasting Company», в 1981 году Taft Broadcasting была переименована в Taft Entertainment, в результате чего надпись под названием поменялась на «A Taft Company».
В эти годы Worldvision Enterprises занималась дистрибуцией мультсериалов Hanna-Barbera Productions, компании Уильяма Ханны и Джозефа Барберы, сериалов компаний Taft Entertainment Television и Quinn Martin Productions, которые тогда также принадлежали Taft Entertainment.
В 1988 году Taft Entertainment была переименована в Great American Broadcasting, логотип Worldvision Enterprises сильно изменился, став аналогом логотипа Worldvision Home Video 1985 года, дополнительная надпись о владельце исчезла. Taft Entertainment Television и Quinn Martin Productions прекратили своё существование.
В 1991 году Worldvision Enterprises купил Аарон Спеллинг, поэтому под названием появилась надпись
«A Unit of Spelling Entertainment Inc.»
В 1994 году Spelling Entertainment был куплен Blockbuster Entertainment, в результате чего появились два логотипа с символами Blockbuster Entertainment (один — где «Этикетка» Blockbuster была рядом с «Глобусом W», а сведения о владельце Worldvision писались в две строки:
«A Unit of Spelling Entertainment Inc»
«A Blockbuster Entertainment Company».
На другом логотипе этой эпохи «Этикетка» Blockbuster была под надписью «A Unit of Spelling Entertainment Inc.»)
В 1995 году Spelling Entertainments Inc. объединила все принадлежавшие Спеллингу компании и стала называться Spelling Entertainment Group Inc., поэтому сначала был создан логотип с «этикеткой» Blockbuster Entertainment под надписью «A Unit of Spelling Entertainment Group Inc.», а затем, в 1996 году, после разделения Spelling Entertainment Group Inc. и Blockbuster Entertainment, под названием Worldvision Enterprises, Inc. появились две строки:
«A Subsidiary of
Spelling Entertainment Group Inc.»
В 1999 году компания Spelling Entertainment Group, Inc. была продана компании Paramount/Viacom и Worldvision Enterprises прекратила своё существование, а её наследниками стали Viacom (сегодня CBS) и компания Republic Pictures, присоединившаяся к Paramount.

## Worldvision Home Video Inc
В 1983 году Worldvision Enterprises Inc. открыла Worldvision Home Video Inc. — компания, занимающуюся дистрибуцией видеофильмов. Первый её логотип представлял собой тот же логотип, что и Worldvision Enterprises, Inc. с подписью «A Taft Company», только вместо слов ENTERPRISES INC. стояли слова HOME VIDEO INC.
В 1985 году был создан новый логотип Worldvision Home Video, ставший основой для логотипа Worldvision Enterprises 1988—1999 годах. Белый фон превращается в чёрный под шипящий звук, приближающийся «Глобус W» и отдаляющуюся надпись WORLDVISION HOME VIDEO INC., затем под этой надписью появляется надпись «A Taft Company», быстро сменяющаяся на
Not affiliated with World Vision International
a religious and charitable organisation
В 1988 году, в связи с переименованием Taft Entertainment в Great American Broadcasting, так же как и в логотипе Worldvision Enterprises той эпохи, сведения о владельце исчезли, а в 1991 году появилась надпись «A Unit of Spelling Entertainment Inc.», а с 1994 года, в результате слияния Spelling Entertainment и Blockbuster Entertainment, Worldvision Home Video прекратила своё существование.
Также в 1980-х годах в Канаде действовало подразделение Worldvision Home Video — Media West, Inc.

## Показ в СССР
С 1 по 7 июля 1991 года по Первой программе ЦТ был показан цикл «Уорлдвижн Энтерпрайзес (США) представляет», в рамках которого на советском телевидении показали ряд художественных фильмов, выпущенных компанией Worldvision Enterprises.

## Фильмы ABC Films
- Overseas Press Clube: Exclusive (1957 г.) — дистрибьютор (1960 г.)
- 26 Men (1957 г.) — компания-производитель/дистрибьютор
- Alcoa Presents: One Step Beyond (1959 г.) — компания-производитель/дистрибьютор (1962—1971 гг.)
- Matty’s Funday Funnies (1959 г.) — дистрибьютор (1959—1973 гг.)
- Ben Casey (1961 г.) — дистрибьютор
- The New Casper Cartoon Show (1963 г.) — дистрибьютор
- Girl Talk (1963 г.) — дистрибьютор (1963—1970 гг.)
- Let’s Make a Deal (1963 г.) — дистрибьютор (1971—1973 гг.)
- Les parias de la Glorie (1964 г.) — дистрибьютор
- Il Pelo Nel Mondo (1964 г.) — дистрибьютор (1966 г.)
- L’Uomo Mascherato Contro i Pirati (1964 г.) — дистрибьютор
- The Bing Crosby Show (1964 г.) — дистрибьютор
- 8th Man (1965 г.) — дистрибьютор
- Milton the Monster (1965 г.) — дистрибьютор (1968—1973 гг.)
- King Kong Escape/Побег Кинг-Конга (1965 г.) — дистрибьютор (1969—1973 гг.)
- Beauty and Beast (1969 г.) — дистрибьютор

## Фильмы Worldvision Enterprises
- Shadows on the Sage (1942 г.) — дистрибьютор (1994—1995 гг.)
- Lady at Midnight (1948 г.) — дистрибьютор (1980-е годы)
- Trial Without Jury (1950 г.) — дистрибьютор (1990-е годы)
- Victory at Sea (1952 г.) — дистрибьютор (1997 г.)
- Adventures of Jim Bowie (1956 г.) — дистрибьютор (1973—1999 гг.)
- Accused of Murder (1956 г.) — дистрибьютор (1990-е годы)
- Alcoa Presents: One Step Beyond (1959 г.) — дистрибьютор (1973—1999 гг.)
- Bonanza (1959 г.) — дистрибьютор (1998—1999 гг.)
- Matty’s Funday Funnies (1959 г.) — дистрибьютор (1973—1999 гг.)
- The Flinstones/Флинстоуны (мультфильм) (1960 г.) — дистрибьютор (1979—1992 гг.)
- Car 54, Where Are You (1961 г.) — дистрибьютор (1997—1999 гг.)
- Top Cat (1961 г.) — дистрибьютор (1983—1992 гг.)
- Ben Casey (1961 г.) — дистрибьютор (1973—1999 гг.)
- The Jetsons (1962 г.) — дистрибьютор (1979—1992 гг.)
- Combat! (1962 г.) — дистрибьютор (1973—1999 г.)
- Let’s Make a Deal (1963 г.) — дистрибьютор (1973—1977 гг.)
- The Addams Family (1964 г.) — дистрибьютор (1991 г.)
- The Secret Squirrel Show (1965 г.) — дистрибьютор (1979—1992 гг.)
- Milton the Monster (1965 гг.) — дистрибьютор (1973—1999 гг.)
- King Kong Escape/Побег Кинг-Конга (1966 г.) — дистрибьютор (1973 г.)
- The Space Kiddets (1966 г.) — дистрибьютор (1973—1987 гг.)
- Frankenstein, Jr. and The Impossibles (1966 г.) — дистрибьютор (1979—1992 гг.)
- The Atom Ant/Secret Squirell Show (1967 г.) — дистрибьютор (1979—1992 гг.)
- Shazzan (1967 г.) — дистрибьютор (1979—1992 гг.)
- The Herculoids (1967 г.) — дистрибьютор (1979—1992 гг.)
- Fantastic Four/Фантастическая Четвёрка (1967 г.) — дистрибьютор (1979—1992 гг.)
- Wacky Races/Сумасшедшие Гонки (1968 г.) — дистрибьютор (1979—1992 гг.)
- The Mod Squad (1968 г.) — дистрибьютор (1973 г.)
- Scooby Doo, Where Are You? (1969 г.) — дистрибьютор (1979—1992 гг.)
- The Perils of Penelope Pistop (1969 г.) — дистрибьютор (1979—1992 гг.)
- Dastardly and Muttly in Their Flying Machines (1969 г.) — дистрибьютор (1979—1992 гг.)
- Josie and Pussycats (1970 г.) — дистрибьютор (1979—1992 гг.)
- The Funky Phantom (1971 г.) — дистрибьютор (1979—1992 гг.)
- Barnaby Jones (1973 г.) — дистрибьютор (1973—1999 гг.)
- ABC’s Wide World of Entertainment (1973 г.) — компания-производитель
- Little House on the Prairie (1974 г.) — дистрибьютор (1974—1999 гг.)
- The Great Niagara (1974 г.) — дистрибьютор
- Strange Homecoming (1974 г.) — дистрибьютор
- Hey, I’m Alive (1975 г.) — компания-производитель
- Someone I Touched (1975 г.) — дистрибьютор
- Beyond the Bermuda Triangle (1975 г.) — дистрибьютор
- Dawn: Portrait of a Teenage Runaway (1976 г.) — компания-производитель
- Francis Gray Powers: The True Story of the U-2 Spy Incident (1976 г.) — компания-производитель
- Twin Detectives (1976 г.) — компания-производитель
- Stalk the Wild Child (1976 г.) — компания-производитель
- The Spell (1977 г.) — дистрибьютор
- Warhead (1977 г.) — дистрибьютор
- A Sensitive, Passionate Man (1977 г.) — дистрибьютор
- The Love Boat (1977 г.) — дистрибьютор
- The Gathering (1977 г.) — дистрибьютор (1983—1992 гг.)
- Terraces (1977 г.) — компания-производитель
- A Love Affair: The Eleanor And Lou Gehrig Story (1978 г.) — компания-производитель
- Yogi’s Space Race (1978 г.) — дистрибьютор
- Project UFO (1978 г.) — компания-производитель/дистрибьютор
- Sam (1978 г.) — компания-производитель
- The Initiation of Sarah (1978 г.) — дистрибьютор
- Fingers/Пальчики (1978 г.) — дистрибьютор
- Little Mo (1978 г.) — дистрибьютор
- Love’s Dark Ride (1978 г.) — компания-производитель
- Human Feelings (1978 г.) — компания-производитель
- Steiner — Das Eiserne Kreuz 2. Teil/Breakthrough/Железный Крест 2 (1979 г.) — дистрибьютор
- Freedom Road (1979 г.) — компания-производитель
- If Things Were Different (1980 г.) — компания-производитель
- Gideon’s Trumpet (1980 г.) — компания-производитель/дистрибьютор
- Running Scared (1980 г.) — дистрибьютор
- Heathcliff (1980 г.) — дистрибьютор
- The Return of Frank Cannon (1980 г.) — дистрибьютор
- Death Ray 2000 (1981 г.) — дистрибьютор
- The Smurfs (1981 г.) — дистрибьютор
- The Two Lives of Carol Letner (1981 г.) — дистрибьютор
- The Patricia Neal Story (1981 г.) — дистрибьютор
- The Captures of Grizzly Addams (1982 г.) — компания-производитель
- Side by Side: The True Story of the Osmond Family (1982 г.) — дистрибьютор (1992—1994 гг.)
- Shirt Tales (1982 г.) — дистрибьютор
- Uncommon Valor/Редкая Отвага (1983 г.) — дистрибьютор (1983 г.)
- September Gun (1983 г.) — дистрибьютор (1992—1994 гг.)
- Happy (1983 г.) — дистрибьютор (1996—1999 гг.)
- Sam’s Son (1984 г.) — компания-производитель
- Tales from the Darkside (1984 г.) — дистрибьютор (1991 г.)
- The Running Man/Бегущий человек (1984 г.) — дистрибьютор
- Doubletake (1985 г.) — дистрибьютор
- Death of a Salesman (1985 г.) — дистрибьютор
- Chuck Norris: Karate Kommandos (1986 г.) — дистрибьютор
- Murrow (1986 г.) — дистрибьютор
- A Deadly Business (1986 г.) — дистрибьютор
- Rambo and the Forces of Freedom (1986 г.) — дистрибьютор
- Wildfire (1986 г.) — дистрибьютор (1987 г.)
- Body Slam (1986 г.) — дистрибьютор
- The High Price of Passion (1986 г.) — дистрибьютор
- Angel in Green (1987 г.) — дистрибьютор
- Kids Like These (1987 г.) — дистрибьютор
- Stones of Ibarra (1988 г.) — компания-производитель
- Pound Puppies and the Legend of Big Paw (1988 г.) — дистрибьютор
- Fantastic Max (1988 г.) — дистрибьютор
- Unholy Matrimony (1988 г.) — дистрибьютор
- Jesse (1988 г.) — дистрибьютор
- Get Smart, Again! (1989 г.) — дистрибьютор
- Strapless/Без Бретелек (1989 г.) — дистрибьютор
- Camp Candy (1989 г.) — компания-производитель
- Twin Peaks/Твин Пикс (1989 г.) — компания-производитель/дистрибьютор
- Murder in Black and White (1990 г.) — дистрибьютор
- Wake, Rattle & Roll (1990 г.) — дистрибьютор
- Murder Times Seven (1990 г.) — дистрибьютор
- Beverly Hills, 90210/Беверли-Хиллз, 90210 (1990 г.) — дистрибьютор (1994—1999 гг.)
- Blind Vision (1992 г.) — дистрибьютор
- Grave Secrets: The Legacy of Hilltop Drive (1992 г.) — дистрибьютор
- Basic Instinct/Основной Инстинкт (1992 г.) — дистрибьютор (1996—1999 гг.)
- Melrose Place/Мелроуз Плэйс (1992 г.) — дистрибьютор (1996—1999 г.)
- Precious Victims (1993 г.) — дистрибьютор
- Crackerjack (1994 г.) — компания-производитель
- Final Round (1994 г.) — дистрибьютор
- Models Inc. (1994 г.) — дистрибьютор
- Robin’s Hoods (1994 г.) — дистрибьютор
- Night Stand (1995 г.) — дистрибьютор
- The Langoliers/Лангольеры (1995 г.) — компания-производитель/дистрибьютор
- Judge Judy (1996 г.) — дистрибьютор
- America’s Dumbest Criminals (1996 г.) — дистрибьютор
- Judge Joe Brown (1997 г.) — дистрибьютор
- Sunset Beach/Любовь и тайны Сансет Бич (1997 г.) — дистрибьютор (1997—1999 гг.)
- Pictionary (1997 г.) — дистрибьютор
- Charmed/Зачарованные (1998 г.) — дистрибьютор

## Фильмы Worldvision Home Video
- The Invaders (1967 г.) — видеодистрибьютор
- Flesh Feast (1970 г.) — видеодистрибьютор
- The Hatfields and the McCoys (1975 г.) — видеодистрибьютор
- Mr. Sycamore (1975 г.) — видеодистрибьютор
- Man from Atlantis (1977 г.) — видеодистрибьютор
- Force of Evil (1977 г.) — видеодистрибьютор
- Amahl and the Night Visitors (1978 г.) — видеодистрибьютор
- Scooby Doo Goes Hollywood (1979 г.) — видеодистрибьютор
- ABC Weekend Specials (1982 г.) — видеодистрибьютор
- Mister T (1983 г.) — видеодистрибьютор
- The Key To Rebecca (1985 г.) — видеодистрибьютор
- Vasectomy: A Delicate Matter (1986 г.) — видеодистрибьютор
- Alien Space Avenger (1989 г.) — видеодистрибьютор
- The Secrets of Dick Smith (1991 г.) — видеодистрибьютор
- Golden Years (1991 г.) — видеодистрибьютор
- The Lost World/Затерянный Мир (1992 г.) — видеодистрибьютор
- Happily Ever After/Белоснежка 2: И жили они счастливо (1993 г.) — видеодистрибьютор

## Распределение
- El Chavo animado
- The Lele Block
- Red Dead Redemption: The Series
- Stevengoolie (Season 1)
- Team Galaxy
- Totally Spies
- CrossGen
- Shaggy & Scooby-Doo Get a Clue!
- Oggy and The Cockroaches
- Star Wars Rebels
- The Kingdom Keepers
- The Grim Adventures of Billy & Mandy
- Billy & Mandy's Big Boogey Adventure
- Undertale: Halloween Bash
- Star Darlings
- W.I.T.C.H.
- Rekkit Rabbit
- Teenage Mutant Ninja Turtles
- Grizzly Games
- DJ Mystery
- The all new popeye show
- Ant Attack
- Yo Yolanda